# Przemysław Czerwiński
Przemysław Czerwiński (né le 28 juillet 1983 à Piła) est un athlète polonais spécialiste du saut à la perche.

## Biographie
Przemysław Czerwiński se révèle durant la saison 2006 en franchissant la barre de 5,80 m lors de la réunion de Joukovski, puis en se classant cinquième des Championnats d'Europe de Göteborg avec la marque de 5,65 m. Il est finaliste (11e) des Jeux olympiques de 2008.
Le Polonais se distingue en début d'année 2010 à Donetsk pour le Pole Vault Stars en établissant avec 5,82 m le meilleur saut de sa carrière en salle et en remportant l'épreuve. Troisième du meeting de New-York, épreuve comptant pour la Ligue de diamant 2010, Przemysław Czerwiński se classe deuxième des Championnats d'Europe par équipes derrière le Français Renaud Lavillenie et troisième des Championnats d'Europe d'athlétisme 2010 à Barcelone avec un saut à 5,75 m, sa meilleure performance de l'année.
Il ne prend pas part à la saison 2011.
Dépassé par Paweł Wojciechowski et Łukasz Michalski, il n'est pas sélectionné pour les Jeux olympiques de Londres bien qu'il franchisse 5,62 m à Ostrava le 25 mai 2012 pour le Golden Spike Ostrava.

### Palmarès
| Date | Compétition                       | Lieu      | Résultat | Performance |
| ---- | --------------------------------- | --------- | -------- | ----------- |
| 2006 | Championnats d'Europe             | Göteborg  | 5e       | 5,65 m      |
| 2008 | Jeux olympiques                   | Pékin     | 11e      | 5,45 m      |
| 2010 | Championnats d'Europe par équipes | Bergen    | 2e       | 5,60 m      |
| 2010 | Championnats d'Europe             | Barcelone | 3e       | 5,75 m      |

- Champion de Pologne en salle en 2002, 2004 et 2006
- Champion de Pologne espoirs en 2003 et 2005

### Records personnels
- Plein air : 5,80 m (2006)
- Salle : 5,82 m (2010)